# Nikione natalensis
Nikione natalensis là một loài chân đều trong họ Bopyridae. Loài này được Kensley miêu tả khoa học năm 1974.